# (20274) Halperin
(20274) Halperin (1998 FZ40) – planetoida z pasa głównego asteroid okrążająca Słońce w ciągu 3,92 lat w średniej odległości 2,49 j.a. Odkryta 20 marca 1998 roku.